# Ígor Zàitsev
Ígor Arkadievitx Zàitsev (en rus: Игорь Аркадьевич Зайцев; nascut el 27 de maig de 1938), és un jugador, entrenador, i escriptor d'escacs rus, d'ascendència armènia, que té el títol de Gran Mestre des de 1976.

## Biografia
Zàitsev va néixer a Ràmenskoie, una vila als afores de Moscou. El seu pare, armeni, Arkadi Gevorgovitx Aghaian, era subcomandant d'un vaixell de guerra; la seva mare, Anna Fyodorovna Zaitseva, treballava a la fàbrica tèxtil Bandera Roja.

## Carrera escaquística i resultats destacats en competició
El 1969, Zàitsev aconseguí el títol de Campió de Moscou tot derrotant Iàkov Estrin amb l'obertura Giuoco Piano. L'any següent, Zàitsev obtingué el títol de Mestre Internacional, i el 1976 esdevingué Gran Mestre.
Zàitsev participà en sis Campionats de la Unió Soviètica (1962, 1967, 1968–69, 1969, 1970, 1991), i el seu millor resultat fou un empat als llocs 15è–16è a Riga el 1970.
Els seus resultats en torneigs internacionals inclouen un segon lloc al Memorial Rubinstein de Polanica-Zdrój 1970 (el campió fou Jan Smejkal); 2n a Dubna 1976, i 1r a Quito 1976.

## Contribucions a la teoria dels escacs
|   | a | b | c | d | e | f | g | h |   |
| 8 | a8 negres torre · d8 negres dama · f8 negres torre · g8 negres rei · b7 negres alfil · c7 negres peó · e7 negres alfil · f7 negres peó · g7 negres peó · h7 negres peó · a6 negres peó · c6 negres cavall · d6 negres peó · f6 negres cavall · b5 negres peó · e5 negres peó · e4 blanques peó · b3 blanques alfil · c3 blanques peó · f3 blanques cavall · h3 blanques peó · a2 blanques peó · b2 blanques peó · d2 blanques peó · f2 blanques peó · g2 blanques peó · a1 blanques torre · b1 blanques cavall · c1 blanques alfil · d1 blanques dama · e1 blanques torre · g1 blanques rei | a8 negres torre · d8 negres dama · f8 negres torre · g8 negres rei · b7 negres alfil · c7 negres peó · e7 negres alfil · f7 negres peó · g7 negres peó · h7 negres peó · a6 negres peó · c6 negres cavall · d6 negres peó · f6 negres cavall · b5 negres peó · e5 negres peó · e4 blanques peó · b3 blanques alfil · c3 blanques peó · f3 blanques cavall · h3 blanques peó · a2 blanques peó · b2 blanques peó · d2 blanques peó · f2 blanques peó · g2 blanques peó · a1 blanques torre · b1 blanques cavall · c1 blanques alfil · d1 blanques dama · e1 blanques torre · g1 blanques rei | a8 negres torre · d8 negres dama · f8 negres torre · g8 negres rei · b7 negres alfil · c7 negres peó · e7 negres alfil · f7 negres peó · g7 negres peó · h7 negres peó · a6 negres peó · c6 negres cavall · d6 negres peó · f6 negres cavall · b5 negres peó · e5 negres peó · e4 blanques peó · b3 blanques alfil · c3 blanques peó · f3 blanques cavall · h3 blanques peó · a2 blanques peó · b2 blanques peó · d2 blanques peó · f2 blanques peó · g2 blanques peó · a1 blanques torre · b1 blanques cavall · c1 blanques alfil · d1 blanques dama · e1 blanques torre · g1 blanques rei | a8 negres torre · d8 negres dama · f8 negres torre · g8 negres rei · b7 negres alfil · c7 negres peó · e7 negres alfil · f7 negres peó · g7 negres peó · h7 negres peó · a6 negres peó · c6 negres cavall · d6 negres peó · f6 negres cavall · b5 negres peó · e5 negres peó · e4 blanques peó · b3 blanques alfil · c3 blanques peó · f3 blanques cavall · h3 blanques peó · a2 blanques peó · b2 blanques peó · d2 blanques peó · f2 blanques peó · g2 blanques peó · a1 blanques torre · b1 blanques cavall · c1 blanques alfil · d1 blanques dama · e1 blanques torre · g1 blanques rei | a8 negres torre · d8 negres dama · f8 negres torre · g8 negres rei · b7 negres alfil · c7 negres peó · e7 negres alfil · f7 negres peó · g7 negres peó · h7 negres peó · a6 negres peó · c6 negres cavall · d6 negres peó · f6 negres cavall · b5 negres peó · e5 negres peó · e4 blanques peó · b3 blanques alfil · c3 blanques peó · f3 blanques cavall · h3 blanques peó · a2 blanques peó · b2 blanques peó · d2 blanques peó · f2 blanques peó · g2 blanques peó · a1 blanques torre · b1 blanques cavall · c1 blanques alfil · d1 blanques dama · e1 blanques torre · g1 blanques rei | a8 negres torre · d8 negres dama · f8 negres torre · g8 negres rei · b7 negres alfil · c7 negres peó · e7 negres alfil · f7 negres peó · g7 negres peó · h7 negres peó · a6 negres peó · c6 negres cavall · d6 negres peó · f6 negres cavall · b5 negres peó · e5 negres peó · e4 blanques peó · b3 blanques alfil · c3 blanques peó · f3 blanques cavall · h3 blanques peó · a2 blanques peó · b2 blanques peó · d2 blanques peó · f2 blanques peó · g2 blanques peó · a1 blanques torre · b1 blanques cavall · c1 blanques alfil · d1 blanques dama · e1 blanques torre · g1 blanques rei | a8 negres torre · d8 negres dama · f8 negres torre · g8 negres rei · b7 negres alfil · c7 negres peó · e7 negres alfil · f7 negres peó · g7 negres peó · h7 negres peó · a6 negres peó · c6 negres cavall · d6 negres peó · f6 negres cavall · b5 negres peó · e5 negres peó · e4 blanques peó · b3 blanques alfil · c3 blanques peó · f3 blanques cavall · h3 blanques peó · a2 blanques peó · b2 blanques peó · d2 blanques peó · f2 blanques peó · g2 blanques peó · a1 blanques torre · b1 blanques cavall · c1 blanques alfil · d1 blanques dama · e1 blanques torre · g1 blanques rei | a8 negres torre · d8 negres dama · f8 negres torre · g8 negres rei · b7 negres alfil · c7 negres peó · e7 negres alfil · f7 negres peó · g7 negres peó · h7 negres peó · a6 negres peó · c6 negres cavall · d6 negres peó · f6 negres cavall · b5 negres peó · e5 negres peó · e4 blanques peó · b3 blanques alfil · c3 blanques peó · f3 blanques cavall · h3 blanques peó · a2 blanques peó · b2 blanques peó · d2 blanques peó · f2 blanques peó · g2 blanques peó · a1 blanques torre · b1 blanques cavall · c1 blanques alfil · d1 blanques dama · e1 blanques torre · g1 blanques rei | 8 |
| 7 | a8 negres torre · d8 negres dama · f8 negres torre · g8 negres rei · b7 negres alfil · c7 negres peó · e7 negres alfil · f7 negres peó · g7 negres peó · h7 negres peó · a6 negres peó · c6 negres cavall · d6 negres peó · f6 negres cavall · b5 negres peó · e5 negres peó · e4 blanques peó · b3 blanques alfil · c3 blanques peó · f3 blanques cavall · h3 blanques peó · a2 blanques peó · b2 blanques peó · d2 blanques peó · f2 blanques peó · g2 blanques peó · a1 blanques torre · b1 blanques cavall · c1 blanques alfil · d1 blanques dama · e1 blanques torre · g1 blanques rei | a8 negres torre · d8 negres dama · f8 negres torre · g8 negres rei · b7 negres alfil · c7 negres peó · e7 negres alfil · f7 negres peó · g7 negres peó · h7 negres peó · a6 negres peó · c6 negres cavall · d6 negres peó · f6 negres cavall · b5 negres peó · e5 negres peó · e4 blanques peó · b3 blanques alfil · c3 blanques peó · f3 blanques cavall · h3 blanques peó · a2 blanques peó · b2 blanques peó · d2 blanques peó · f2 blanques peó · g2 blanques peó · a1 blanques torre · b1 blanques cavall · c1 blanques alfil · d1 blanques dama · e1 blanques torre · g1 blanques rei | a8 negres torre · d8 negres dama · f8 negres torre · g8 negres rei · b7 negres alfil · c7 negres peó · e7 negres alfil · f7 negres peó · g7 negres peó · h7 negres peó · a6 negres peó · c6 negres cavall · d6 negres peó · f6 negres cavall · b5 negres peó · e5 negres peó · e4 blanques peó · b3 blanques alfil · c3 blanques peó · f3 blanques cavall · h3 blanques peó · a2 blanques peó · b2 blanques peó · d2 blanques peó · f2 blanques peó · g2 blanques peó · a1 blanques torre · b1 blanques cavall · c1 blanques alfil · d1 blanques dama · e1 blanques torre · g1 blanques rei | a8 negres torre · d8 negres dama · f8 negres torre · g8 negres rei · b7 negres alfil · c7 negres peó · e7 negres alfil · f7 negres peó · g7 negres peó · h7 negres peó · a6 negres peó · c6 negres cavall · d6 negres peó · f6 negres cavall · b5 negres peó · e5 negres peó · e4 blanques peó · b3 blanques alfil · c3 blanques peó · f3 blanques cavall · h3 blanques peó · a2 blanques peó · b2 blanques peó · d2 blanques peó · f2 blanques peó · g2 blanques peó · a1 blanques torre · b1 blanques cavall · c1 blanques alfil · d1 blanques dama · e1 blanques torre · g1 blanques rei | a8 negres torre · d8 negres dama · f8 negres torre · g8 negres rei · b7 negres alfil · c7 negres peó · e7 negres alfil · f7 negres peó · g7 negres peó · h7 negres peó · a6 negres peó · c6 negres cavall · d6 negres peó · f6 negres cavall · b5 negres peó · e5 negres peó · e4 blanques peó · b3 blanques alfil · c3 blanques peó · f3 blanques cavall · h3 blanques peó · a2 blanques peó · b2 blanques peó · d2 blanques peó · f2 blanques peó · g2 blanques peó · a1 blanques torre · b1 blanques cavall · c1 blanques alfil · d1 blanques dama · e1 blanques torre · g1 blanques rei | a8 negres torre · d8 negres dama · f8 negres torre · g8 negres rei · b7 negres alfil · c7 negres peó · e7 negres alfil · f7 negres peó · g7 negres peó · h7 negres peó · a6 negres peó · c6 negres cavall · d6 negres peó · f6 negres cavall · b5 negres peó · e5 negres peó · e4 blanques peó · b3 blanques alfil · c3 blanques peó · f3 blanques cavall · h3 blanques peó · a2 blanques peó · b2 blanques peó · d2 blanques peó · f2 blanques peó · g2 blanques peó · a1 blanques torre · b1 blanques cavall · c1 blanques alfil · d1 blanques dama · e1 blanques torre · g1 blanques rei | a8 negres torre · d8 negres dama · f8 negres torre · g8 negres rei · b7 negres alfil · c7 negres peó · e7 negres alfil · f7 negres peó · g7 negres peó · h7 negres peó · a6 negres peó · c6 negres cavall · d6 negres peó · f6 negres cavall · b5 negres peó · e5 negres peó · e4 blanques peó · b3 blanques alfil · c3 blanques peó · f3 blanques cavall · h3 blanques peó · a2 blanques peó · b2 blanques peó · d2 blanques peó · f2 blanques peó · g2 blanques peó · a1 blanques torre · b1 blanques cavall · c1 blanques alfil · d1 blanques dama · e1 blanques torre · g1 blanques rei | a8 negres torre · d8 negres dama · f8 negres torre · g8 negres rei · b7 negres alfil · c7 negres peó · e7 negres alfil · f7 negres peó · g7 negres peó · h7 negres peó · a6 negres peó · c6 negres cavall · d6 negres peó · f6 negres cavall · b5 negres peó · e5 negres peó · e4 blanques peó · b3 blanques alfil · c3 blanques peó · f3 blanques cavall · h3 blanques peó · a2 blanques peó · b2 blanques peó · d2 blanques peó · f2 blanques peó · g2 blanques peó · a1 blanques torre · b1 blanques cavall · c1 blanques alfil · d1 blanques dama · e1 blanques torre · g1 blanques rei | 7 |
| 6 | a8 negres torre · d8 negres dama · f8 negres torre · g8 negres rei · b7 negres alfil · c7 negres peó · e7 negres alfil · f7 negres peó · g7 negres peó · h7 negres peó · a6 negres peó · c6 negres cavall · d6 negres peó · f6 negres cavall · b5 negres peó · e5 negres peó · e4 blanques peó · b3 blanques alfil · c3 blanques peó · f3 blanques cavall · h3 blanques peó · a2 blanques peó · b2 blanques peó · d2 blanques peó · f2 blanques peó · g2 blanques peó · a1 blanques torre · b1 blanques cavall · c1 blanques alfil · d1 blanques dama · e1 blanques torre · g1 blanques rei | a8 negres torre · d8 negres dama · f8 negres torre · g8 negres rei · b7 negres alfil · c7 negres peó · e7 negres alfil · f7 negres peó · g7 negres peó · h7 negres peó · a6 negres peó · c6 negres cavall · d6 negres peó · f6 negres cavall · b5 negres peó · e5 negres peó · e4 blanques peó · b3 blanques alfil · c3 blanques peó · f3 blanques cavall · h3 blanques peó · a2 blanques peó · b2 blanques peó · d2 blanques peó · f2 blanques peó · g2 blanques peó · a1 blanques torre · b1 blanques cavall · c1 blanques alfil · d1 blanques dama · e1 blanques torre · g1 blanques rei | a8 negres torre · d8 negres dama · f8 negres torre · g8 negres rei · b7 negres alfil · c7 negres peó · e7 negres alfil · f7 negres peó · g7 negres peó · h7 negres peó · a6 negres peó · c6 negres cavall · d6 negres peó · f6 negres cavall · b5 negres peó · e5 negres peó · e4 blanques peó · b3 blanques alfil · c3 blanques peó · f3 blanques cavall · h3 blanques peó · a2 blanques peó · b2 blanques peó · d2 blanques peó · f2 blanques peó · g2 blanques peó · a1 blanques torre · b1 blanques cavall · c1 blanques alfil · d1 blanques dama · e1 blanques torre · g1 blanques rei | a8 negres torre · d8 negres dama · f8 negres torre · g8 negres rei · b7 negres alfil · c7 negres peó · e7 negres alfil · f7 negres peó · g7 negres peó · h7 negres peó · a6 negres peó · c6 negres cavall · d6 negres peó · f6 negres cavall · b5 negres peó · e5 negres peó · e4 blanques peó · b3 blanques alfil · c3 blanques peó · f3 blanques cavall · h3 blanques peó · a2 blanques peó · b2 blanques peó · d2 blanques peó · f2 blanques peó · g2 blanques peó · a1 blanques torre · b1 blanques cavall · c1 blanques alfil · d1 blanques dama · e1 blanques torre · g1 blanques rei | a8 negres torre · d8 negres dama · f8 negres torre · g8 negres rei · b7 negres alfil · c7 negres peó · e7 negres alfil · f7 negres peó · g7 negres peó · h7 negres peó · a6 negres peó · c6 negres cavall · d6 negres peó · f6 negres cavall · b5 negres peó · e5 negres peó · e4 blanques peó · b3 blanques alfil · c3 blanques peó · f3 blanques cavall · h3 blanques peó · a2 blanques peó · b2 blanques peó · d2 blanques peó · f2 blanques peó · g2 blanques peó · a1 blanques torre · b1 blanques cavall · c1 blanques alfil · d1 blanques dama · e1 blanques torre · g1 blanques rei | a8 negres torre · d8 negres dama · f8 negres torre · g8 negres rei · b7 negres alfil · c7 negres peó · e7 negres alfil · f7 negres peó · g7 negres peó · h7 negres peó · a6 negres peó · c6 negres cavall · d6 negres peó · f6 negres cavall · b5 negres peó · e5 negres peó · e4 blanques peó · b3 blanques alfil · c3 blanques peó · f3 blanques cavall · h3 blanques peó · a2 blanques peó · b2 blanques peó · d2 blanques peó · f2 blanques peó · g2 blanques peó · a1 blanques torre · b1 blanques cavall · c1 blanques alfil · d1 blanques dama · e1 blanques torre · g1 blanques rei | a8 negres torre · d8 negres dama · f8 negres torre · g8 negres rei · b7 negres alfil · c7 negres peó · e7 negres alfil · f7 negres peó · g7 negres peó · h7 negres peó · a6 negres peó · c6 negres cavall · d6 negres peó · f6 negres cavall · b5 negres peó · e5 negres peó · e4 blanques peó · b3 blanques alfil · c3 blanques peó · f3 blanques cavall · h3 blanques peó · a2 blanques peó · b2 blanques peó · d2 blanques peó · f2 blanques peó · g2 blanques peó · a1 blanques torre · b1 blanques cavall · c1 blanques alfil · d1 blanques dama · e1 blanques torre · g1 blanques rei | a8 negres torre · d8 negres dama · f8 negres torre · g8 negres rei · b7 negres alfil · c7 negres peó · e7 negres alfil · f7 negres peó · g7 negres peó · h7 negres peó · a6 negres peó · c6 negres cavall · d6 negres peó · f6 negres cavall · b5 negres peó · e5 negres peó · e4 blanques peó · b3 blanques alfil · c3 blanques peó · f3 blanques cavall · h3 blanques peó · a2 blanques peó · b2 blanques peó · d2 blanques peó · f2 blanques peó · g2 blanques peó · a1 blanques torre · b1 blanques cavall · c1 blanques alfil · d1 blanques dama · e1 blanques torre · g1 blanques rei | 6 |
| 5 | a8 negres torre · d8 negres dama · f8 negres torre · g8 negres rei · b7 negres alfil · c7 negres peó · e7 negres alfil · f7 negres peó · g7 negres peó · h7 negres peó · a6 negres peó · c6 negres cavall · d6 negres peó · f6 negres cavall · b5 negres peó · e5 negres peó · e4 blanques peó · b3 blanques alfil · c3 blanques peó · f3 blanques cavall · h3 blanques peó · a2 blanques peó · b2 blanques peó · d2 blanques peó · f2 blanques peó · g2 blanques peó · a1 blanques torre · b1 blanques cavall · c1 blanques alfil · d1 blanques dama · e1 blanques torre · g1 blanques rei | a8 negres torre · d8 negres dama · f8 negres torre · g8 negres rei · b7 negres alfil · c7 negres peó · e7 negres alfil · f7 negres peó · g7 negres peó · h7 negres peó · a6 negres peó · c6 negres cavall · d6 negres peó · f6 negres cavall · b5 negres peó · e5 negres peó · e4 blanques peó · b3 blanques alfil · c3 blanques peó · f3 blanques cavall · h3 blanques peó · a2 blanques peó · b2 blanques peó · d2 blanques peó · f2 blanques peó · g2 blanques peó · a1 blanques torre · b1 blanques cavall · c1 blanques alfil · d1 blanques dama · e1 blanques torre · g1 blanques rei | a8 negres torre · d8 negres dama · f8 negres torre · g8 negres rei · b7 negres alfil · c7 negres peó · e7 negres alfil · f7 negres peó · g7 negres peó · h7 negres peó · a6 negres peó · c6 negres cavall · d6 negres peó · f6 negres cavall · b5 negres peó · e5 negres peó · e4 blanques peó · b3 blanques alfil · c3 blanques peó · f3 blanques cavall · h3 blanques peó · a2 blanques peó · b2 blanques peó · d2 blanques peó · f2 blanques peó · g2 blanques peó · a1 blanques torre · b1 blanques cavall · c1 blanques alfil · d1 blanques dama · e1 blanques torre · g1 blanques rei | a8 negres torre · d8 negres dama · f8 negres torre · g8 negres rei · b7 negres alfil · c7 negres peó · e7 negres alfil · f7 negres peó · g7 negres peó · h7 negres peó · a6 negres peó · c6 negres cavall · d6 negres peó · f6 negres cavall · b5 negres peó · e5 negres peó · e4 blanques peó · b3 blanques alfil · c3 blanques peó · f3 blanques cavall · h3 blanques peó · a2 blanques peó · b2 blanques peó · d2 blanques peó · f2 blanques peó · g2 blanques peó · a1 blanques torre · b1 blanques cavall · c1 blanques alfil · d1 blanques dama · e1 blanques torre · g1 blanques rei | a8 negres torre · d8 negres dama · f8 negres torre · g8 negres rei · b7 negres alfil · c7 negres peó · e7 negres alfil · f7 negres peó · g7 negres peó · h7 negres peó · a6 negres peó · c6 negres cavall · d6 negres peó · f6 negres cavall · b5 negres peó · e5 negres peó · e4 blanques peó · b3 blanques alfil · c3 blanques peó · f3 blanques cavall · h3 blanques peó · a2 blanques peó · b2 blanques peó · d2 blanques peó · f2 blanques peó · g2 blanques peó · a1 blanques torre · b1 blanques cavall · c1 blanques alfil · d1 blanques dama · e1 blanques torre · g1 blanques rei | a8 negres torre · d8 negres dama · f8 negres torre · g8 negres rei · b7 negres alfil · c7 negres peó · e7 negres alfil · f7 negres peó · g7 negres peó · h7 negres peó · a6 negres peó · c6 negres cavall · d6 negres peó · f6 negres cavall · b5 negres peó · e5 negres peó · e4 blanques peó · b3 blanques alfil · c3 blanques peó · f3 blanques cavall · h3 blanques peó · a2 blanques peó · b2 blanques peó · d2 blanques peó · f2 blanques peó · g2 blanques peó · a1 blanques torre · b1 blanques cavall · c1 blanques alfil · d1 blanques dama · e1 blanques torre · g1 blanques rei | a8 negres torre · d8 negres dama · f8 negres torre · g8 negres rei · b7 negres alfil · c7 negres peó · e7 negres alfil · f7 negres peó · g7 negres peó · h7 negres peó · a6 negres peó · c6 negres cavall · d6 negres peó · f6 negres cavall · b5 negres peó · e5 negres peó · e4 blanques peó · b3 blanques alfil · c3 blanques peó · f3 blanques cavall · h3 blanques peó · a2 blanques peó · b2 blanques peó · d2 blanques peó · f2 blanques peó · g2 blanques peó · a1 blanques torre · b1 blanques cavall · c1 blanques alfil · d1 blanques dama · e1 blanques torre · g1 blanques rei | a8 negres torre · d8 negres dama · f8 negres torre · g8 negres rei · b7 negres alfil · c7 negres peó · e7 negres alfil · f7 negres peó · g7 negres peó · h7 negres peó · a6 negres peó · c6 negres cavall · d6 negres peó · f6 negres cavall · b5 negres peó · e5 negres peó · e4 blanques peó · b3 blanques alfil · c3 blanques peó · f3 blanques cavall · h3 blanques peó · a2 blanques peó · b2 blanques peó · d2 blanques peó · f2 blanques peó · g2 blanques peó · a1 blanques torre · b1 blanques cavall · c1 blanques alfil · d1 blanques dama · e1 blanques torre · g1 blanques rei | 5 |
| 4 | a8 negres torre · d8 negres dama · f8 negres torre · g8 negres rei · b7 negres alfil · c7 negres peó · e7 negres alfil · f7 negres peó · g7 negres peó · h7 negres peó · a6 negres peó · c6 negres cavall · d6 negres peó · f6 negres cavall · b5 negres peó · e5 negres peó · e4 blanques peó · b3 blanques alfil · c3 blanques peó · f3 blanques cavall · h3 blanques peó · a2 blanques peó · b2 blanques peó · d2 blanques peó · f2 blanques peó · g2 blanques peó · a1 blanques torre · b1 blanques cavall · c1 blanques alfil · d1 blanques dama · e1 blanques torre · g1 blanques rei | a8 negres torre · d8 negres dama · f8 negres torre · g8 negres rei · b7 negres alfil · c7 negres peó · e7 negres alfil · f7 negres peó · g7 negres peó · h7 negres peó · a6 negres peó · c6 negres cavall · d6 negres peó · f6 negres cavall · b5 negres peó · e5 negres peó · e4 blanques peó · b3 blanques alfil · c3 blanques peó · f3 blanques cavall · h3 blanques peó · a2 blanques peó · b2 blanques peó · d2 blanques peó · f2 blanques peó · g2 blanques peó · a1 blanques torre · b1 blanques cavall · c1 blanques alfil · d1 blanques dama · e1 blanques torre · g1 blanques rei | a8 negres torre · d8 negres dama · f8 negres torre · g8 negres rei · b7 negres alfil · c7 negres peó · e7 negres alfil · f7 negres peó · g7 negres peó · h7 negres peó · a6 negres peó · c6 negres cavall · d6 negres peó · f6 negres cavall · b5 negres peó · e5 negres peó · e4 blanques peó · b3 blanques alfil · c3 blanques peó · f3 blanques cavall · h3 blanques peó · a2 blanques peó · b2 blanques peó · d2 blanques peó · f2 blanques peó · g2 blanques peó · a1 blanques torre · b1 blanques cavall · c1 blanques alfil · d1 blanques dama · e1 blanques torre · g1 blanques rei | a8 negres torre · d8 negres dama · f8 negres torre · g8 negres rei · b7 negres alfil · c7 negres peó · e7 negres alfil · f7 negres peó · g7 negres peó · h7 negres peó · a6 negres peó · c6 negres cavall · d6 negres peó · f6 negres cavall · b5 negres peó · e5 negres peó · e4 blanques peó · b3 blanques alfil · c3 blanques peó · f3 blanques cavall · h3 blanques peó · a2 blanques peó · b2 blanques peó · d2 blanques peó · f2 blanques peó · g2 blanques peó · a1 blanques torre · b1 blanques cavall · c1 blanques alfil · d1 blanques dama · e1 blanques torre · g1 blanques rei | a8 negres torre · d8 negres dama · f8 negres torre · g8 negres rei · b7 negres alfil · c7 negres peó · e7 negres alfil · f7 negres peó · g7 negres peó · h7 negres peó · a6 negres peó · c6 negres cavall · d6 negres peó · f6 negres cavall · b5 negres peó · e5 negres peó · e4 blanques peó · b3 blanques alfil · c3 blanques peó · f3 blanques cavall · h3 blanques peó · a2 blanques peó · b2 blanques peó · d2 blanques peó · f2 blanques peó · g2 blanques peó · a1 blanques torre · b1 blanques cavall · c1 blanques alfil · d1 blanques dama · e1 blanques torre · g1 blanques rei | a8 negres torre · d8 negres dama · f8 negres torre · g8 negres rei · b7 negres alfil · c7 negres peó · e7 negres alfil · f7 negres peó · g7 negres peó · h7 negres peó · a6 negres peó · c6 negres cavall · d6 negres peó · f6 negres cavall · b5 negres peó · e5 negres peó · e4 blanques peó · b3 blanques alfil · c3 blanques peó · f3 blanques cavall · h3 blanques peó · a2 blanques peó · b2 blanques peó · d2 blanques peó · f2 blanques peó · g2 blanques peó · a1 blanques torre · b1 blanques cavall · c1 blanques alfil · d1 blanques dama · e1 blanques torre · g1 blanques rei | a8 negres torre · d8 negres dama · f8 negres torre · g8 negres rei · b7 negres alfil · c7 negres peó · e7 negres alfil · f7 negres peó · g7 negres peó · h7 negres peó · a6 negres peó · c6 negres cavall · d6 negres peó · f6 negres cavall · b5 negres peó · e5 negres peó · e4 blanques peó · b3 blanques alfil · c3 blanques peó · f3 blanques cavall · h3 blanques peó · a2 blanques peó · b2 blanques peó · d2 blanques peó · f2 blanques peó · g2 blanques peó · a1 blanques torre · b1 blanques cavall · c1 blanques alfil · d1 blanques dama · e1 blanques torre · g1 blanques rei | a8 negres torre · d8 negres dama · f8 negres torre · g8 negres rei · b7 negres alfil · c7 negres peó · e7 negres alfil · f7 negres peó · g7 negres peó · h7 negres peó · a6 negres peó · c6 negres cavall · d6 negres peó · f6 negres cavall · b5 negres peó · e5 negres peó · e4 blanques peó · b3 blanques alfil · c3 blanques peó · f3 blanques cavall · h3 blanques peó · a2 blanques peó · b2 blanques peó · d2 blanques peó · f2 blanques peó · g2 blanques peó · a1 blanques torre · b1 blanques cavall · c1 blanques alfil · d1 blanques dama · e1 blanques torre · g1 blanques rei | 4 |
| 3 | a8 negres torre · d8 negres dama · f8 negres torre · g8 negres rei · b7 negres alfil · c7 negres peó · e7 negres alfil · f7 negres peó · g7 negres peó · h7 negres peó · a6 negres peó · c6 negres cavall · d6 negres peó · f6 negres cavall · b5 negres peó · e5 negres peó · e4 blanques peó · b3 blanques alfil · c3 blanques peó · f3 blanques cavall · h3 blanques peó · a2 blanques peó · b2 blanques peó · d2 blanques peó · f2 blanques peó · g2 blanques peó · a1 blanques torre · b1 blanques cavall · c1 blanques alfil · d1 blanques dama · e1 blanques torre · g1 blanques rei | a8 negres torre · d8 negres dama · f8 negres torre · g8 negres rei · b7 negres alfil · c7 negres peó · e7 negres alfil · f7 negres peó · g7 negres peó · h7 negres peó · a6 negres peó · c6 negres cavall · d6 negres peó · f6 negres cavall · b5 negres peó · e5 negres peó · e4 blanques peó · b3 blanques alfil · c3 blanques peó · f3 blanques cavall · h3 blanques peó · a2 blanques peó · b2 blanques peó · d2 blanques peó · f2 blanques peó · g2 blanques peó · a1 blanques torre · b1 blanques cavall · c1 blanques alfil · d1 blanques dama · e1 blanques torre · g1 blanques rei | a8 negres torre · d8 negres dama · f8 negres torre · g8 negres rei · b7 negres alfil · c7 negres peó · e7 negres alfil · f7 negres peó · g7 negres peó · h7 negres peó · a6 negres peó · c6 negres cavall · d6 negres peó · f6 negres cavall · b5 negres peó · e5 negres peó · e4 blanques peó · b3 blanques alfil · c3 blanques peó · f3 blanques cavall · h3 blanques peó · a2 blanques peó · b2 blanques peó · d2 blanques peó · f2 blanques peó · g2 blanques peó · a1 blanques torre · b1 blanques cavall · c1 blanques alfil · d1 blanques dama · e1 blanques torre · g1 blanques rei | a8 negres torre · d8 negres dama · f8 negres torre · g8 negres rei · b7 negres alfil · c7 negres peó · e7 negres alfil · f7 negres peó · g7 negres peó · h7 negres peó · a6 negres peó · c6 negres cavall · d6 negres peó · f6 negres cavall · b5 negres peó · e5 negres peó · e4 blanques peó · b3 blanques alfil · c3 blanques peó · f3 blanques cavall · h3 blanques peó · a2 blanques peó · b2 blanques peó · d2 blanques peó · f2 blanques peó · g2 blanques peó · a1 blanques torre · b1 blanques cavall · c1 blanques alfil · d1 blanques dama · e1 blanques torre · g1 blanques rei | a8 negres torre · d8 negres dama · f8 negres torre · g8 negres rei · b7 negres alfil · c7 negres peó · e7 negres alfil · f7 negres peó · g7 negres peó · h7 negres peó · a6 negres peó · c6 negres cavall · d6 negres peó · f6 negres cavall · b5 negres peó · e5 negres peó · e4 blanques peó · b3 blanques alfil · c3 blanques peó · f3 blanques cavall · h3 blanques peó · a2 blanques peó · b2 blanques peó · d2 blanques peó · f2 blanques peó · g2 blanques peó · a1 blanques torre · b1 blanques cavall · c1 blanques alfil · d1 blanques dama · e1 blanques torre · g1 blanques rei | a8 negres torre · d8 negres dama · f8 negres torre · g8 negres rei · b7 negres alfil · c7 negres peó · e7 negres alfil · f7 negres peó · g7 negres peó · h7 negres peó · a6 negres peó · c6 negres cavall · d6 negres peó · f6 negres cavall · b5 negres peó · e5 negres peó · e4 blanques peó · b3 blanques alfil · c3 blanques peó · f3 blanques cavall · h3 blanques peó · a2 blanques peó · b2 blanques peó · d2 blanques peó · f2 blanques peó · g2 blanques peó · a1 blanques torre · b1 blanques cavall · c1 blanques alfil · d1 blanques dama · e1 blanques torre · g1 blanques rei | a8 negres torre · d8 negres dama · f8 negres torre · g8 negres rei · b7 negres alfil · c7 negres peó · e7 negres alfil · f7 negres peó · g7 negres peó · h7 negres peó · a6 negres peó · c6 negres cavall · d6 negres peó · f6 negres cavall · b5 negres peó · e5 negres peó · e4 blanques peó · b3 blanques alfil · c3 blanques peó · f3 blanques cavall · h3 blanques peó · a2 blanques peó · b2 blanques peó · d2 blanques peó · f2 blanques peó · g2 blanques peó · a1 blanques torre · b1 blanques cavall · c1 blanques alfil · d1 blanques dama · e1 blanques torre · g1 blanques rei | a8 negres torre · d8 negres dama · f8 negres torre · g8 negres rei · b7 negres alfil · c7 negres peó · e7 negres alfil · f7 negres peó · g7 negres peó · h7 negres peó · a6 negres peó · c6 negres cavall · d6 negres peó · f6 negres cavall · b5 negres peó · e5 negres peó · e4 blanques peó · b3 blanques alfil · c3 blanques peó · f3 blanques cavall · h3 blanques peó · a2 blanques peó · b2 blanques peó · d2 blanques peó · f2 blanques peó · g2 blanques peó · a1 blanques torre · b1 blanques cavall · c1 blanques alfil · d1 blanques dama · e1 blanques torre · g1 blanques rei | 3 |
| 2 | a8 negres torre · d8 negres dama · f8 negres torre · g8 negres rei · b7 negres alfil · c7 negres peó · e7 negres alfil · f7 negres peó · g7 negres peó · h7 negres peó · a6 negres peó · c6 negres cavall · d6 negres peó · f6 negres cavall · b5 negres peó · e5 negres peó · e4 blanques peó · b3 blanques alfil · c3 blanques peó · f3 blanques cavall · h3 blanques peó · a2 blanques peó · b2 blanques peó · d2 blanques peó · f2 blanques peó · g2 blanques peó · a1 blanques torre · b1 blanques cavall · c1 blanques alfil · d1 blanques dama · e1 blanques torre · g1 blanques rei | a8 negres torre · d8 negres dama · f8 negres torre · g8 negres rei · b7 negres alfil · c7 negres peó · e7 negres alfil · f7 negres peó · g7 negres peó · h7 negres peó · a6 negres peó · c6 negres cavall · d6 negres peó · f6 negres cavall · b5 negres peó · e5 negres peó · e4 blanques peó · b3 blanques alfil · c3 blanques peó · f3 blanques cavall · h3 blanques peó · a2 blanques peó · b2 blanques peó · d2 blanques peó · f2 blanques peó · g2 blanques peó · a1 blanques torre · b1 blanques cavall · c1 blanques alfil · d1 blanques dama · e1 blanques torre · g1 blanques rei | a8 negres torre · d8 negres dama · f8 negres torre · g8 negres rei · b7 negres alfil · c7 negres peó · e7 negres alfil · f7 negres peó · g7 negres peó · h7 negres peó · a6 negres peó · c6 negres cavall · d6 negres peó · f6 negres cavall · b5 negres peó · e5 negres peó · e4 blanques peó · b3 blanques alfil · c3 blanques peó · f3 blanques cavall · h3 blanques peó · a2 blanques peó · b2 blanques peó · d2 blanques peó · f2 blanques peó · g2 blanques peó · a1 blanques torre · b1 blanques cavall · c1 blanques alfil · d1 blanques dama · e1 blanques torre · g1 blanques rei | a8 negres torre · d8 negres dama · f8 negres torre · g8 negres rei · b7 negres alfil · c7 negres peó · e7 negres alfil · f7 negres peó · g7 negres peó · h7 negres peó · a6 negres peó · c6 negres cavall · d6 negres peó · f6 negres cavall · b5 negres peó · e5 negres peó · e4 blanques peó · b3 blanques alfil · c3 blanques peó · f3 blanques cavall · h3 blanques peó · a2 blanques peó · b2 blanques peó · d2 blanques peó · f2 blanques peó · g2 blanques peó · a1 blanques torre · b1 blanques cavall · c1 blanques alfil · d1 blanques dama · e1 blanques torre · g1 blanques rei | a8 negres torre · d8 negres dama · f8 negres torre · g8 negres rei · b7 negres alfil · c7 negres peó · e7 negres alfil · f7 negres peó · g7 negres peó · h7 negres peó · a6 negres peó · c6 negres cavall · d6 negres peó · f6 negres cavall · b5 negres peó · e5 negres peó · e4 blanques peó · b3 blanques alfil · c3 blanques peó · f3 blanques cavall · h3 blanques peó · a2 blanques peó · b2 blanques peó · d2 blanques peó · f2 blanques peó · g2 blanques peó · a1 blanques torre · b1 blanques cavall · c1 blanques alfil · d1 blanques dama · e1 blanques torre · g1 blanques rei | a8 negres torre · d8 negres dama · f8 negres torre · g8 negres rei · b7 negres alfil · c7 negres peó · e7 negres alfil · f7 negres peó · g7 negres peó · h7 negres peó · a6 negres peó · c6 negres cavall · d6 negres peó · f6 negres cavall · b5 negres peó · e5 negres peó · e4 blanques peó · b3 blanques alfil · c3 blanques peó · f3 blanques cavall · h3 blanques peó · a2 blanques peó · b2 blanques peó · d2 blanques peó · f2 blanques peó · g2 blanques peó · a1 blanques torre · b1 blanques cavall · c1 blanques alfil · d1 blanques dama · e1 blanques torre · g1 blanques rei | a8 negres torre · d8 negres dama · f8 negres torre · g8 negres rei · b7 negres alfil · c7 negres peó · e7 negres alfil · f7 negres peó · g7 negres peó · h7 negres peó · a6 negres peó · c6 negres cavall · d6 negres peó · f6 negres cavall · b5 negres peó · e5 negres peó · e4 blanques peó · b3 blanques alfil · c3 blanques peó · f3 blanques cavall · h3 blanques peó · a2 blanques peó · b2 blanques peó · d2 blanques peó · f2 blanques peó · g2 blanques peó · a1 blanques torre · b1 blanques cavall · c1 blanques alfil · d1 blanques dama · e1 blanques torre · g1 blanques rei | a8 negres torre · d8 negres dama · f8 negres torre · g8 negres rei · b7 negres alfil · c7 negres peó · e7 negres alfil · f7 negres peó · g7 negres peó · h7 negres peó · a6 negres peó · c6 negres cavall · d6 negres peó · f6 negres cavall · b5 negres peó · e5 negres peó · e4 blanques peó · b3 blanques alfil · c3 blanques peó · f3 blanques cavall · h3 blanques peó · a2 blanques peó · b2 blanques peó · d2 blanques peó · f2 blanques peó · g2 blanques peó · a1 blanques torre · b1 blanques cavall · c1 blanques alfil · d1 blanques dama · e1 blanques torre · g1 blanques rei | 2 |
| 1 | a8 negres torre · d8 negres dama · f8 negres torre · g8 negres rei · b7 negres alfil · c7 negres peó · e7 negres alfil · f7 negres peó · g7 negres peó · h7 negres peó · a6 negres peó · c6 negres cavall · d6 negres peó · f6 negres cavall · b5 negres peó · e5 negres peó · e4 blanques peó · b3 blanques alfil · c3 blanques peó · f3 blanques cavall · h3 blanques peó · a2 blanques peó · b2 blanques peó · d2 blanques peó · f2 blanques peó · g2 blanques peó · a1 blanques torre · b1 blanques cavall · c1 blanques alfil · d1 blanques dama · e1 blanques torre · g1 blanques rei | a8 negres torre · d8 negres dama · f8 negres torre · g8 negres rei · b7 negres alfil · c7 negres peó · e7 negres alfil · f7 negres peó · g7 negres peó · h7 negres peó · a6 negres peó · c6 negres cavall · d6 negres peó · f6 negres cavall · b5 negres peó · e5 negres peó · e4 blanques peó · b3 blanques alfil · c3 blanques peó · f3 blanques cavall · h3 blanques peó · a2 blanques peó · b2 blanques peó · d2 blanques peó · f2 blanques peó · g2 blanques peó · a1 blanques torre · b1 blanques cavall · c1 blanques alfil · d1 blanques dama · e1 blanques torre · g1 blanques rei | a8 negres torre · d8 negres dama · f8 negres torre · g8 negres rei · b7 negres alfil · c7 negres peó · e7 negres alfil · f7 negres peó · g7 negres peó · h7 negres peó · a6 negres peó · c6 negres cavall · d6 negres peó · f6 negres cavall · b5 negres peó · e5 negres peó · e4 blanques peó · b3 blanques alfil · c3 blanques peó · f3 blanques cavall · h3 blanques peó · a2 blanques peó · b2 blanques peó · d2 blanques peó · f2 blanques peó · g2 blanques peó · a1 blanques torre · b1 blanques cavall · c1 blanques alfil · d1 blanques dama · e1 blanques torre · g1 blanques rei | a8 negres torre · d8 negres dama · f8 negres torre · g8 negres rei · b7 negres alfil · c7 negres peó · e7 negres alfil · f7 negres peó · g7 negres peó · h7 negres peó · a6 negres peó · c6 negres cavall · d6 negres peó · f6 negres cavall · b5 negres peó · e5 negres peó · e4 blanques peó · b3 blanques alfil · c3 blanques peó · f3 blanques cavall · h3 blanques peó · a2 blanques peó · b2 blanques peó · d2 blanques peó · f2 blanques peó · g2 blanques peó · a1 blanques torre · b1 blanques cavall · c1 blanques alfil · d1 blanques dama · e1 blanques torre · g1 blanques rei | a8 negres torre · d8 negres dama · f8 negres torre · g8 negres rei · b7 negres alfil · c7 negres peó · e7 negres alfil · f7 negres peó · g7 negres peó · h7 negres peó · a6 negres peó · c6 negres cavall · d6 negres peó · f6 negres cavall · b5 negres peó · e5 negres peó · e4 blanques peó · b3 blanques alfil · c3 blanques peó · f3 blanques cavall · h3 blanques peó · a2 blanques peó · b2 blanques peó · d2 blanques peó · f2 blanques peó · g2 blanques peó · a1 blanques torre · b1 blanques cavall · c1 blanques alfil · d1 blanques dama · e1 blanques torre · g1 blanques rei | a8 negres torre · d8 negres dama · f8 negres torre · g8 negres rei · b7 negres alfil · c7 negres peó · e7 negres alfil · f7 negres peó · g7 negres peó · h7 negres peó · a6 negres peó · c6 negres cavall · d6 negres peó · f6 negres cavall · b5 negres peó · e5 negres peó · e4 blanques peó · b3 blanques alfil · c3 blanques peó · f3 blanques cavall · h3 blanques peó · a2 blanques peó · b2 blanques peó · d2 blanques peó · f2 blanques peó · g2 blanques peó · a1 blanques torre · b1 blanques cavall · c1 blanques alfil · d1 blanques dama · e1 blanques torre · g1 blanques rei | a8 negres torre · d8 negres dama · f8 negres torre · g8 negres rei · b7 negres alfil · c7 negres peó · e7 negres alfil · f7 negres peó · g7 negres peó · h7 negres peó · a6 negres peó · c6 negres cavall · d6 negres peó · f6 negres cavall · b5 negres peó · e5 negres peó · e4 blanques peó · b3 blanques alfil · c3 blanques peó · f3 blanques cavall · h3 blanques peó · a2 blanques peó · b2 blanques peó · d2 blanques peó · f2 blanques peó · g2 blanques peó · a1 blanques torre · b1 blanques cavall · c1 blanques alfil · d1 blanques dama · e1 blanques torre · g1 blanques rei | a8 negres torre · d8 negres dama · f8 negres torre · g8 negres rei · b7 negres alfil · c7 negres peó · e7 negres alfil · f7 negres peó · g7 negres peó · h7 negres peó · a6 negres peó · c6 negres cavall · d6 negres peó · f6 negres cavall · b5 negres peó · e5 negres peó · e4 blanques peó · b3 blanques alfil · c3 blanques peó · f3 blanques cavall · h3 blanques peó · a2 blanques peó · b2 blanques peó · d2 blanques peó · f2 blanques peó · g2 blanques peó · a1 blanques torre · b1 blanques cavall · c1 blanques alfil · d1 blanques dama · e1 blanques torre · g1 blanques rei | 1 |
|   | a | b | c | d | e | f | g | h |   |

Zàitsev és especialment conegut per les seves contribucions a la teoria d'obertures. La seva variant de l'obertura Ruy López (coneguda com a variant Flohr–Zàitsev, també en honor del Gran Mestre Salo Flohr) és una de les línies principals de la Ruy López i es juga encara molt activament en l'actualitat. A la variant Flohr–Zàitsev, les negres juguen 9...Ab7 després de les jugades principals: 1.e4 e5 2.Cf3 Cc6 3.Ab5 a6 4.Aa4 Cf6 5.0-0 Ae7 6.Te1 b5 7.Ab3 d6 8.c3 0-0 9.h3. El moviment és popular perquè fianqueta l'alfil de caselles blanques, i posa pressió al peó blanc d'e4.

## Entrenador d'escacs
Zàitsev va esdevenir un dels entrenadors del Campió del món Anatoli Kàrpov a les darreries dels 1970, després de la mort de l'entrenador de Kàrpov Semyon Furman el març de 1978. Zàitsev fou un dels segons de Kàrpov als seus matxs pel Campionat del món d'escacs, inclosos els matxs contra Garri Kaspàrov d 1984 a 1990.
Kàrpov va popularitzar la línia de Zàitsev al més alt nivell, jugant-la amb èxit durant molts anys.
Zàitsev és també "Entrenador honorari de l'URSS" i de Rússia.

## Llibres
- Зайцев, Игорь (2004). Атака в сильном пункте. Советский спорт. ISBN 5-85009-897-6 (rus)

## Partides notables
- Igor Arkadievich Zaitsev vs Anatoli Karpov, Leningrad 1966, Russian Game, Center Variation (C43), ½–½
- Yakov Estrin vs Igor Arkadievich Zaitsev, Moscow 1969, Italian Game: Two Knights Defense, Traxler Counterattack (C57), 0–1
- Igor Arkadievich Zaitsev vs Oleg Dementiev, USSR Championship 1970, Sicilian Defense: Najdorf Variation (B90), 1–0
- Apartsev vs Igor Arkadievich Zaitsev, Moscow 1963, Italian Game: Two Knights Defense. Traxler Counterattack (C57), 0–1